# CRS Hall
La CRS Hall, abbreviazione di centro ricreativo e sportivo hall (in polacco: Hala Centrum Rekreacyjno-Sportowe) è un palazzo dello sport polivalente situato nella città di Zielona Góra. Può ospitare partite di basket, pallavolo, calcetto e pallavolo oltre ad eventi ricreativi e culturali.
Ha una capacità massima di 6080 posti, di questi mille sono ricavati da tribune mobili che vengono usate in caso di necessità.
È la sede delle partite casalinghe del Basket Zielona Góra.